# لارجنتيير
لارجنتيير هي بلدة فرنسية تقع في إقليم الأرديش في منطقة أوفيرن-رون ألب جنوب فرنسا.